# Haploa comma
Haploa comma là một loài bướm đêm thuộc phân họ Arctiinae, họ Erebidae.